# Ställsjön
Ställsjön är en sjö i Nora kommun i Västmanland och ingår i Norrströms huvudavrinningsområde. Sjön har en area på 0,101 kvadratkilometer och ligger 147,5 meter över havet.

## Delavrinningsområde
Ställsjön ingår i det delavrinningsområde (659650-144895) som SMHI kallar för Utloppet av Vikern. Medelhöjden är 147 meter över havet och ytan är 48,17 kvadratkilometer. Räknas de 8 avrinningsområdena uppströms in blir den ackumulerade arean 226,47 kvadratkilometer. Hagbyån som avvattnar avrinningsområdet har biflödesordning 4, vilket innebär att vattnet flödar genom totalt 4 vattendrag innan det når havet efter 228 kilometer. Avrinningsområdet består mestadels av skog (58 procent). Avrinningsområdet har 10,2 kvadratkilometer vattenytor vilket ger det en sjöprocent på 21,1 procent. Bebyggelsen i området täcker en yta av 1,37 kvadratkilometer eller 3 procent av avrinningsområdet.